# Дихання

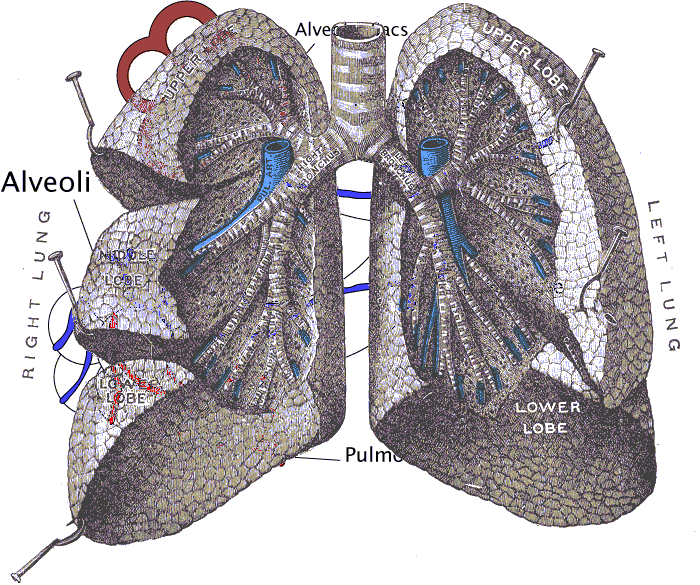
Легені — орган дихання ссавців (на малюнку легені людини за Анатомією Грея).

Ди́хання — процес, який забезпечує надходження до організму людини кисню, використання його в окиснювальних процесах і видалення з організму вуглекислого газу. Складається з трьох послідовних етапів: зовнішнього дихання, перенесення газів кров'ю, внутрішнього дихання. Під диханням також розуміють сукупність реакцій біологічного окиснення органічних енерговмісних речовин з виділенням енергії, необхідної для підтримання життєдіяльності організму.
Дихання ссавців, зокрема і людей, можливе крізь ніс та через ротову порожнину. Людина без дихання може прожити до 5 — 7 хвилин, навіть менше. Після такого проміжку часу відмирають невідновлювані клітини мозку…

## Дихання в еволюції
Одноклітинні організми використовують дифузне дихання, яке відбувається внаслідок безпосереднього проникнення газів через оболонку клітини. У нижчих багатоклітинних, наприклад у черв'яків, нижчих комах, обмін газами відбувається завдяки шкірному диханню — крізь клітини поверхні тіла. Шкірне дихання відіграє велику роль і у нижчих хребетних (риб, амфібій, плазунів), в яких є й інші особливі, залежно від середовища проживання, органи дихання.
Органами водного дихання є зябра, що мають різноманітну будову і забезпечують зяброве дихання, а органами повітряного дихання — трахеї і легені (трахейне, легеневе дихання). У всіх риб — зябровий подих, а у деяких риб, крім зябрового, є ще шкірне і кишкове дихання. Кишкове дихання забезпечується через плавальний міхур, клітини якого активно поглинають кисень (секреція газу). Наприклад, в плавальному міхурі щуки 35 % кисню, а у морського окуня — до 88 %.
У водних хребетних бувають як зовнішні, так і внутрішні зябра. У безхребетних, органами повітряного дихання нерідко є перероджені зябра. У більшості комах існує трахейна система, що складається зі складної мережі тонких гілок трахеї, крізь які тканини забезпечуються киснем. У рептилій і амфібій газообмін здійснюється на 2/3 крізь шкіру і на 1/3 — через легені (легеневе дихання).
У птахів органи дихання мають особливу будову. У них, як і у рептилій, немає діафрагми. Трахея ділиться на 2 бронхи, що проходять крізь легені в повітряні мішки. Легені невеликі і зрощені з ребрами. Повітря з легенів надходить через розгалуження бронхів, бронхіол і повітряні капіляри в повітряні мішки. Невеликі повітряні мішки розташовані в грудній, а великі — в черевній порожнині. У всіх повітряних мішків є відростки, деякі з них проникають в трубчасті довгі кістки кінцівок. При вдиху відбувається значне збільшення обсягу грудної клітки в вертикальному напрямку за рахунок збільшення кута між частинами ребер. Газообмін здійснюється в легенях і в повітряних капілярах (рясно забезпечених кровоносними капілярами), крізь які повітря проходить під час вдиху і видиху двічі (в повітряні мішки і назад). Повітряні мішки сприяють підтримці тіла птаха в польоті, а також охолодженню тіла і збереженню життя за тривалої відсутності дихання. У водоплавних птахів вони зменшують щільність тіла, внаслідок чого птахи мало занурюються у воду.

## Дихання людини

Детальна схема дихальної системи людини

Дихання людини складається з таких процесів:
1. Зовнішнє дихання (вентиляція легень) — надходження повітря в повітроносні шляхи і газообмін між альвеолами та зовнішнім середовищем. До цього процесу належать дихальні рухи — вдих і видих, спрямовані на надходження повітря в дихальні шляхи, а з них — до легенів і в зворотному напрямку.
2. Дифузія газів між альвеолами і кров'ю.
3. Доправляння газів кров'ю. Воно полягає в рознесенні кисню до клітин усього організму та перенесенні вуглекислого газу, що утворюється в клітинах, до легенів.
4. Дифузія газів між кров'ю і тканинами в тканинних капілярах.
5. Внутрішнє (тканинне) дихання — споживання кисню клітинами і виділення вуглекислого газу.

### Значення дихання для людини
- Газообмін між організмом і зовнішнім середовищем (надходження О2 до клітин організму, а також виведення СО2 з організму).
- Терморегуляція — легені витрачають теплову енергію:
  - зігріваючи вдихуване повітря,
  - під час випаровування води з легень.
- Завдання виділення — крізь органи дихання з організму виводяться: вуглекислий газ, вода, аміак, пил, мікроорганізми, сечовина, сечова кислота, іони мінеральних солей.
- У носовій порожнині знаходиться орган нюху людини.
- Участь у створенні звуків, спілкуванні людей (голосовий апарат — гортань).

### Стадії дихання
- 1 та 2 стадія — називається легеневе або зовнішнє дихання.
- 3 стадія — перенесення повітря кров'ю до капілярів тканин.

### Будова і функції дихальних шляхів

#### Верхні дихальні шляхи
Носова порожнина ділиться хрящовою перегородкою на дві половини — праву і ліву. На перегородці розташовуються три носові раковини, які утворюють носові ходи: верхній, середній і нижній. Стінки порожнини носа вкриті слизовою оболонкою з війчастим епітелієм. Війки епітелію, рухаючись різко і швидко в напрямку до ніздрів і повільно й плавно в напрямку легень, затримують і виводять назовні пил та мікроорганізми, які осідають на слизовій оболонці. Залози слизової оболонки виділяють слиз, який зволожує стінки порожнини і знижує життєздатність бактерій які потрапляють з повітря.
Слизова оболонка має густу сітку кровоносних судин і капілярів. Кров, що тече цими судинами, бере участь у терморегуляції тіла людини, зігріває або охолоджує повітря, яке вона вдихає. Таким чином, повітря, що надходить до легень крізь носову порожнину, очищується, зігрівається і знезаражується, чого не відбувається у разі дихання через ротову порожнину. У слизовій оболонці верхньої носової раковини і верхнього відділу перегородки носа, знаходяться особливі нюхові клітини (рецептори), які утворюють периферичну частину нюхового аналізатора (органа нюху). Поруч з нюховою порожниною, розташовано чотири повітроносні придаткові пазухи носа. Найбільші з них є гайморові (містяться у верхніх щелепах) та лобна (в центрі лоба). Пазухи з'єднуються каналами з порожниною носа.
З порожнини носа повітря надходить до носоглотки. У ній містяться скупчення лімфатичних мигдаликів, які у разі запалення можуть збільшуватись і перетворюватися на аденоїди, що утруднюють носове дихання. З носоглотки повітря потрапляє у глотку, в якій перехрещуються дихальні й травні шляхи. Від глотки починаються дві трубки: дихальна — гортань, та травна — стравохід, розміщений позаду гортані. Вхід до гортані при ковтанні їжі закривається надгортанним хрящем. Завдяки цьому повітря потрапляє лише в гортань, а їжа — до стравоходу.

#### Нижні дихальні шляхи
Система нижніх дихальних шляхів складається з гортані (лат. larynx, іноді її відносять до верхніх дихальних шляхів), трахеї (дав. -гр. τραχεῖα (ἀρτηρία)), бронхів. 

### Процеси дихання та їх регуляція

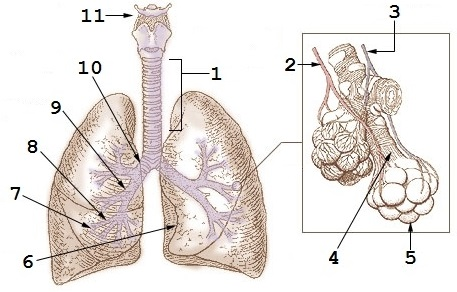
Схематичне зображень легень людини.
1: Трахея 2: Легенева артерія 3: Легенева вена 4: Альвеолярний хід 5: Альвеоли 6: Серцева вирізка лівої легені 7: Бронхіоли 8: Третинні бронхи 9: Вторинні бронхи 10: Головні бронхи 11: Гортань

Легені не мають власних м'язів і тому не можуть активно скорочуватися чи розтягуватися. Свій об'єм вони змінюють пасивно, слідом за змінами об'єму грудної порожнини. Дихальні рухи — вдих і видих відбуваються внаслідок ритмічного скорочення та розслаблення дихальних м'язів — міжреберних, діафрагми і м'язів передньої черевної стінки. Дихальні рухи регулюються дихальним центром, що розміщений в довгастому мозку, з двома вузлами — центром вдиху та центром видиху.
Приблизно кожні 4 секунди в дихальному центрі виникають збудження, які у спинному мозку проводяться до міжреберних дихальних м'язів і діафрагми. Зовнішні міжреберні м'язи скорочуються і підіймають ребра. Під час скорочення діафрагми, її купол, випнутий у бік грудної порожнини, стає плоскішим і опускається донизу. Завдяки цьому об'єм грудної порожнини збільшується. В плевральній щілині тиск завжди трохи нижчий від атмосферного, тому при збільшенні об'єму грудної порожнини, легені немов присмоктуються до стінок грудної клітки і розтягуються. Легені заповнюються повітрям — відбувається вдих. Водночас, нервові імпульси від м'язів та легень ідуть до дихального центру і запускають його видихальну частину.
У мить збудження центру видиху, одночасно гальмується центр вдиху і дихальні м'язи (міжреберні і діафрагма) розслаблюються, ребра опускаються донизу, а органи черевної порожнини випинають діафрагму куполом догори. Внаслідок цього, об'єм грудної порожнини зменшується і відбувається спокійний пасивний видих без участі м'язів.
Під час глибокого вдиху відбувається одночасне скорочення міжреберних м'язів, діафрагми, а також деяких м'язів грудної клітки і плечового поясу, що піднімають ребра вище, ніж при спокійному вдихові. Глибокий видих зумовлюється, крім розслаблення зовнішніх міжреберних м'язів і діафрагми, скороченням внутрішніх міжреберних м'язів, а також м'язів черевної стінки, що призводить до сильнішого випинання діафрагми вбік грудної порожнини. Об'єм зменшується у вертикальному напрямку.
Розрізняють черевний і грудний типи дихання, залежно від того, які м'язи переважають в ході видиху (діафрагма чи міжреберні). Найдієвішим вважають черевний тип, бо він забезпечує глибшу вентиляцію легень. Тип дихання залежить від статі (у чоловіків переважає черевний), професії, віку.
Звичайно ритм дихальних рухів підтримується імпульсами, які надходять в нервову систему (довгастий мозок) із рецепторів легень і дихальних м'язів. Під час вдиху збуджуються нервові імпульси, які гальмують видих. При активному видиху виникають імпульси, які гальмують вдих. Видих є рефлексом на подразнення викликане вдихом і навпаки.
На частоту і глибину дихальних рухів впливають різні подразники зовнішнього середовища, що діють на рецептори шкіри, слуху, зору, нюху, смаку. Процес збудження потрапляє до різних ділянок головного мозку, а звідти збудження досягає дихального центру. Звідти через відцентрові нерви збудження йде до дихальних м'язів. Внаслідок цього відбуваються прискорення і посилення, або сповільнення й послаблення дихальних рухів. Психічні подразники (страх, радість) також впливають на дихальний центр.
Існують і захисні рефлекси (кашель, чхання). Це своєрідно змінені різкі видихи, за допомогою яких видаляються сторонні частинки, що потрапили в дихальні шляхи.

### Газообмін в легенях та тканинах

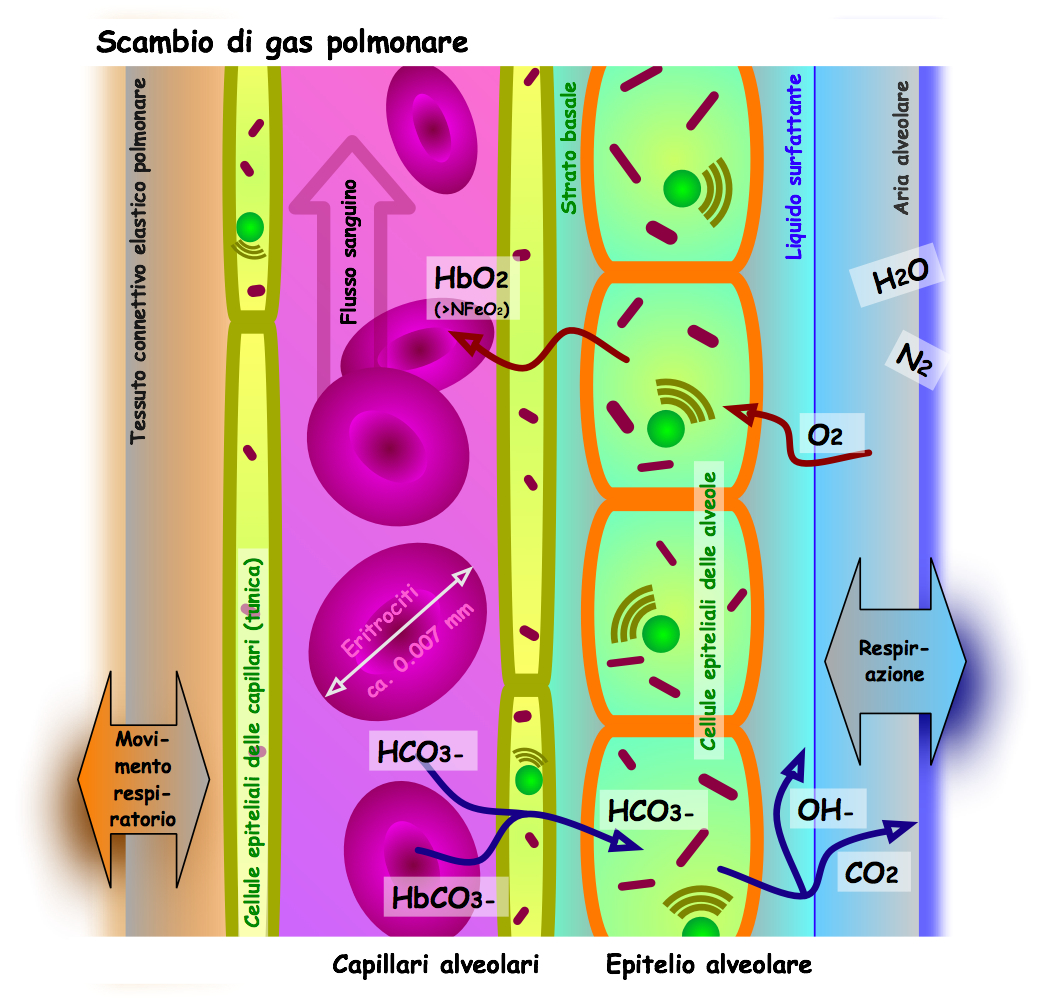
Схема газообміну в легенях

У ході чергування вдиху і видиху, провітрюються легені, підтримується в альвеолах відносно постійний газовий склад. Склад атмосферного повітря: 21 % О2, 79 % N2, 0,03 % СО2, невелика кількість водяної пари та інертних газів. Склад повітря, що видихається відрізняється збільшеним вмістом вуглекислого газу, збільшується вміст водяної пари. Альвеолярне повітря, що знаходиться в альвеолах відрізняється від вдихуваного і видихуваного. Це пояснюється тим, що під час вдиху до альвеол надходить повітря повітроносних шляхів (видихуване), а в ході видиху, навпаки, до видихуваного (альвеолярного) домішується атмосферне з повітроносних шляхів (мертвий простір).
| Тип повітря | Кисень, O2 (%) | Вуглекислий газ, CO2 (%) | Азот, N2 (%) | Домішки                       |
| ----------- | -------------- | ------------------------ | ------------ | ----------------------------- |
| Вдихуване   | 21             | 0,03                     | 79           | водяна пара, інертні гази     |
| Видихуване  | 16             | 4                        | 79           | збільшений вміст водяної пари |
| Альвеолярне | 14             | 5                        | 80           |                               |

У легенях кисень з альвеолярного повітря переходить в кров, а вуглекислий газ з крові потрапляє в легені шляхом дифузії крізь стінки альвеол і кровоносних капілярів. Напрямок і швидкість дифузії визначається парціальним тиском. Кров з венозної перетворюється на артеріальну, яка легеневими венами надходить до лівого передсердя, потім до лівого шлуночка, а звідти — до великого кола кровообігу, яким переноситься до тканин. З капілярів кисень вже надходить до тканин. В артеріальній крові кисню більше, ніж у клітинах, він дифундує у тканинну рідину, яка омиває клітини в тканинах — це проміжне середовище між кров'ю і клітинами. З тканинної рідини кисень проникає в клітини і відразу вступає до реакції окиснення, тому в клітинах вільного кисню практично немає. Внаслідок окиснення, в клітинах збільшується вміст вуглекислого газу, який через тканинну рідину надходить у венозний кінець капіляра. Артеріальна кров перетворюється на венозну, яка по венах великого кола кровообігу надходить до правого передсердя, потім до правого шлуночка серця, а звідти — до легень.

### Основні показники дихання

Діафрагмальне дихання

Частота дихання — кількість дихальних циклів (вдих / видих) за хвилину. У стані спокою людина здійснює на хвилину 16–20 дихальних циклів, під час сну 10–12, а під час фізичного навантаження, тяжкій хворобі — 30–35. У немовлят та осіб похилого віку частота дихання у спокої 20–25.
Глибина дихання визначається об'ємом повітря, яке вдихається і видихається. У спокійному стані до легень надходить 500 мл повітря (дихальний об'єм ДО) і стільки ж виходить під час видиху. З 500 мл, що вдихає людина, тільки 350 мл потрапляє до альвеол. Близько 150 мл затримується у мертвому просторі: в порожнинах носа, носової і ротової частини глотки, гортані, трахеї і бронхів, де не відбувається газообмін. Після спокійного вдиху під час якнайбільшого зусилля можна ще вдихнути 1,5 л додаткового повітря (резервний об'єм вдиху РО вдиху), а при найглибшому видиху можна ще видихнути 1,5 л, додатковий видих (резервний об'єм видиху РО видиху).
Життєва ємність легень(ЖЄЛ) — це найбільша кількість повітря, яке людина може видихнути після максимально глибокого вдиху. Вираховується за формулою:
Життєва ємність легень залежить від віку, статі, росту, маси тіла, фізичного розвитку людини. Показники ЖЄЛ коливаються: від 3500–4800 мл — у чоловіків та 3000–3500 мл — у жінок. У фізично тренованих людей, що займаються веслуванням, плаванням, гімнастикою, вона досягає 6000–7000 мл. Визначають ЖЄЛ за допомогою спірометра.
Після найдужчого видиху, в легенях залишається 1000—1500 мл повітря, яке називають залишковим. Це пов'язано з тим, що завдяки нижчому тиску в плевральній порожнині по відношенню до атмосферного, легені не змикаються і завжди мають залишки повітря.
У тренованих людей при навантаженні, зазвичай, зростає дихальний об'єм, а у нетренованих у відповідь на навантаження, збільшується частота дихальних рухів.
Дифузійна здатність легень — фізіологічний показник, що визначає перенесення газів крізь стінку альвеоли легень за одиницю часу.

### Регуляція дихання

#### Нервова регуляція
Дихання — процес автоматичний, але він піддається довільній регуляції. Без такої регуляції неможлива була-б мова щодо дихання. Разом з тим, керування диханням побудовано на рефлекторних принципах: як безумовно-рефлекторних, так і умовно-рефлекторних. Регуляція дихання заснована на загальних принципах автоматичної регуляції, які використовуються в організмі.
Дихання регулюється як нервовою, так і гуморальною системами організму людини. У довгастому мозку існує безумовно-рефлекторний центр регуляції дихання — дихальний центр. Він забезпечує узгоджену ритмічну діяльність дихальних м'язів (скорочення і розслаблення), що викликає почергово вдих і видих, та пристосування дихання до змін умов зовнішнього і внутрішнього середовища організму.
Автоматизм дихального центру зумовлюється нервовими імпульсами, які поступають від нервових закінчень легень, судин, м'язів. Хоча робота дихального центру автоматична (вона не припиняється у сплячої чи непритомної людини) — проте вона залежить від волі людини. Людина може довільно загальмувати або пришвидшити дихання (умовно-рефлекторна регуляція дихання). Пояснюється це контролем дихального центру корою великих півкуль мозку. Крім ритмічної зміни вдиху видихом дихальний центр здійснює замикання дихальних рефлексів:
- затримка дихання під час занурення тіла у воду,
- захисні рефлекси кашлю й чхання,
- регуляція діяльності м'язів гортані, що узгоджують ковтання з диханням.

#### Гуморальна регуляція
Гуморальна регуляція дихання відбувається через вміст вуглекислого газу в крові. Нейрони дихального центру чутливі до СО2, якщо в крові, яка омиває дихальний центр, є надлишок СО2, тоді збудливість дихального центру зростає і дихання стає частим і глибоким. Якщо СО2 в крові мало, то це викликає гальмування дихання.
При фізичних навантаженнях м'язи виконують посилену роботу і кількість СО2 в крові зростає, що стає однією з причин поглиблення і посилення дихальних рухів.

#### Причини порушення регуляції дихання
Причинами порушення регуляції дихання найчастіше стають:
- фізичне навантаження,
- нестача кисню у повітрі,
- хвороби серця, легенів,
- підвищена температура довкілля,
- порушення роботи центру дихання (травма голови, дія отрут).
- втрата нервового зв'язку між дихальним центром і дихальними м'язами (пошкодження шийного відділу хребта і спинного мозку).